# Ritratto femminile (Baldovinetti)
Ritratto femminile è un dipinto di Alesso Baldovinetti. Eseguito verso il 1465, è conservato nella National Gallery di Londra.

## Descrizione
Si tratta di un ritratto di profilo, ancora in voga nel primo rinascimento. La donna è elegantemente vestita e le foglie di palma sulla manica del vestito potrebbero essere uno stemma di famiglia, più che un motivo meramente decorativo.

## Attribuzione
Soprattutto basandosi sulla somiglianza con il ritratto di Battista Sforza, Duchessa di Urbino, fino al 1911 il dipinto veniva attribuito a Piero della Francesca, anno in cui Roger Fry, dopo lunghi studi che riguardarono la tecnica, il colore, la forma del viso della donna ritratta e il drappeggio del vestito,  accreditò l'opera ad Alesso Baldovinetti. Partendo da alcune osservazioni di Giorgio Vasari (Le vite), Fry notò elementi di stile di Baldovinetti non comuni tra i pittori italiani a lui contemporanei, compresa la tecnica utilizzata per sciogliere la tempera. Inoltre osservò l'uso della colorazione a secco e del giallo paglierino, presenti nei tipici lavori di Baldovinetti ed evidenziò che, per la resa della pelle, Piero della Francesca utilizzava toni più terrosi, accompagnati da una finitura luminosa.
L'attribuzione a Baldovinetti è oggi accettata senza riserve.